# Obwód Opatów Armii Krajowej
Obwód Opatów – jednostka terytorialna Związku Walki Zbrojnej, a następnie Armii Krajowej.
Operowała na terenie powiatu opatowskiego i nosiła kryptonimy „Strumień”, „Fiołek” i „Grzegorz”. Wraz z Obwodem Sandomierz AK wchodził w skład Inspektoratu Sandomierskiego Okręgu Radom-Kielce („Jodła”).

## Struktura terenowa
Obwód Opatów dzielił się na pięć podobwodów:
- Podobwód Ostrowiec „100” (gminy Ostrowiec, Częstocice, Kunów, Bodzechów, Grzegorzowice, Waśniów, Momina) – komendanci: ppor. Leon Jop ps. „Demon”, ppor. Franciszek Rogowski ps. „Jar”, ppor. Julian Kaczmarczyk ps. „Sławomir”;
  - Kompania (Ostrowiec) – dowódca ppor. Roman Rożyński ps. „Róg”";
  - Kompania (Bodzechów) – dowódca ppor. Stanisław Jabłoński ps. „Rajkowski”;
  - Kompania (Kunów) – dowódca ppor. Wacław Wanat ps. „Gorliwy”;
  - Kompania (Waśniów) – dowódca NN
- Podobwód Opatów „200” (gminy: Opatów, Sadowie, Modliborzyce i miasto Opatów) – komendanci: ppor. Roman Niewójt ps. „Morski”, „Burza”, „Iskra”, „Kordian”, por. Edward Kaczmarczyk ps. „Sęp”, „Roll”, kpt. Stanisław Sykut ps.  „Orbis”;
  - Kompania – dowódca ppor. Franciszek Curyło ps. „Wojtek”;
  - Kompania (Opatów) – dowódca ppor. Wincenty Olszewski ps. „Grzmot”;
  - Kompania – dowódca Władysław Miszczak ps. „Stec”;
- Podobwód Ćmielów „300” (gminy: Ćmielów, Ożarów, Lasocin, Julianów, Wojciechowice, Ruda Kościelna i Zawichost z Obwodu Sandomierz) – komendanci: por. Antoni Krupa ps. „Junak”, „Witold”, ppor. Piotr Szczepaniak ps. „Wiarus”, „Paweł”;
  - Kompania (Ćmielów) – dowódca por. Jan Pękalski ps. „Borowy”;
  - Kompania (Ćmielów, Ruda Kościelna) – dowódca ppor. Jerzy Kwieciński ps. „Jargot”;
  - Kompania (Julianów, Lasocin) – dowódca sierż. Jan Siwiec ps. „Dębowski”;
  - Kompania (Czyżów Szlachecki) – dowódca ppor. Stanisław Zdyb ps. „Kalinowski”;
  - Kompania (Wojciechowice) – dowódca kpt. Stanisław Mazurkiewicz ps. „Bartosz”;
  - Kompania (Zawichost) – dowódca ppor. Piotr Pękalski ps. „Korwin”;
- Podobód Iwaniska „400” (gminy: Iwaniska, Malkowice) – komendant kpt. Adam Taborowski ps.  „Żegota” (od 1942);
  - Kompania – dowódca Andrzej Firych „Brachu”;
- Podobwód Łagów „500” (gminy: Łagów, Rembów, Piórków, Baćkowice) – komendanci: ppor. Leon Cieśla ps. „Konrad” (do połowy 1940), kpt. Aleksander Jankowski ps. „Kłos” (do jesieni 1943), ppor. Franciszek Rogowski ps. „Jar” (do wiosny 1944), ppor. Józef Dębicki ps. „Marek” (do sierpnia 1944);
  - Kompania – dowódca ppor. Leon Dworakowski ps. „Odrowąż”;
  - Kompania – dowódca ppor. Józef Dębicki ps. „Marek”;
  - Kompania – dowódca Lucjan Gajda ps. „Świerk”[3].

W połowie 1944 obwód liczył od 2500 do 3800 żołnierzy bez WSOP, sztabów i łączności w ok. 60 plutonach. Na uzbrojenie składało się 3870 karabinów, 16 ciężkich karabinów maszynowych, 12 ręcznych karabinów maszynowych, kilkadziesiąt pistoletów maszynowych, ok. 250 pistoletów i rewolwerów, 4 granatniki, 2000 granatów.

## Oddziały partyzanckie
Od listopada 1943 na terenie podobwodu Ćmielów działał oddział partyzancki „Białe Barwy" pod dowództwem ppor. Konrada Suwalskiego „Mruk”, zaś od lutego 1944 ppor. Władysława Pietrzykowskiego ps. „Topór”. Od marca 1944 działa drugi oddział partyzancki „Rogacze” dowodzony przez pchor. Jana Gajewskiego ps. „Harpun”. W maju 1944 oba oddziały połączono, zaś dowództwo objął por. Kazimierz Olchowik ps. „Zawisza”, obejmując łącznie ok. 100 żołnierzy. W pierwszych dniach sierpnia oddział wszedł w skład 2 Pułku Piechoty Legionów AK, jako 5 kompania.
W czerwcu 1944 na terenie Podobwodu Ostrowiec otworzony został oddział dywersyjny „Krze IX" w składzie ok. 40 żołnierzy, pod dowództwem sierż. pchor. Franciszka Ryczana ps. „Zefir”. Oddział, wraz ze zmobilizowaną 3 kompanią z Ćmielowa, rozbił 24 sierpnia kompanię własowców, zabijając ok. 60 żołnierzy. We wrześniu oddział „Zefira” utworzył 1 pluton I kompanii 1 batalionu 1 pułku piechoty Ziemi Iłżeckiej

## Obsada personalna obwodu
Komendanci obwodu
- kpt. Adam Sobkowicz ps. „Adam” (aresztowany, popełnił samobójstwo w więzieniu wiosną 1940)
- mjr Edward Fiett ps. „Miller” (do marca 1941)
- kpt. Witold Sagajłło ps. „Sandacz”, „Sulima” (do kwietnia 1944)
- kpt. Jan Wojciechowski ps. „Młodzian”, „Aiz”

Zastępcy komendanta
- ppor. Stanisław Niewójt ps. „Maciej”
- Bronisław Sobczyński ps. „Jasny”, „Kosynier”
- Piotr Tochowicz ps. „Smagły”, „Mus”
- Dezyderiusz Lenartowicz ps. „Wierny", „Rybak”, „Tomek”
- Władysław Zwiejski ps. „Jaruga”

Oficerowie sztabu
- Referat I (Organizacyjny) – szef: ppor. Józef Mularski ps. „Czortek”, „Zapała”, ppor. Stanisław Niewójt ps. „Maciej” (do października 1943), Jan Pękalski ps. „Borowy”, „Molenda” (do wiosny 1944), Bronisław Sobczyński ps. „Jasny” „Kosynier”
- Referat II (Wywiad) – szef: Józef Niemiec ps. „Baca” (do marca 1941), ppor. Jan Tęsiorowski ps. „Wardęga”, „Palęga  (areszt. w czerwcu 1943), Władysław Pietrzykowski ps. „Topór”, „Longin” (do stycznia 1944), Zenon Krzekotowski ps. „Żegota”, „Kowal”, „Topolski”, „Bartnik” (do lipca 1944)
- Referat III (Operacyjno-szkoleniowy) – szef Dezyderiusz Lenartowicz ps. „Wierny”, „Rybak”, „Tomek”[11]
- Referat IV (Kwatermistrzostwo) – szef: kpt. Józef Grzywacz ps. „Mars”, Antoni Czub ps. „Szary”, Piotr Tochowicz ps. „Mus”, „Smagły”
- Referat V (Łączność) – szef: ppor. Leon Jop ps. „Demon”, Józef Trepczyński ps. „Konrad” (aresztowany we wrześniu 1942, powieszony 30 września 1943 w Ostrowcu Świętokrzyskim), Bogusława Janusz ps. „Wilga”, „Sowa”
- Referat VI (Informacja i Propaganda) – szef: Stanisław Jeżewski ps. „Cis", „Grabowy”, Władysław Mostowicz ps. „Polak”
- Referat VII (WSOP) – szef: Bronisław Sobczyński ps. „Jasny” (od 1943)
- Referat VIII (WSK) – szef: Helena Kwiatkowska ps. „Joasia”
- Referat IX (Kedyw – szef: ppor. Józef Mularski ps. „Zapała” (od 1940), ppor. Antoni Krupa ps. „Witold"
- Referat X (Mobilizacyjny, MOB) – szef: por. Stanisław Bartecki ps. „Boruta” (od 1944)
- Referat Przerzutów Powietrznych – szef: ppor. Antoni Krupa ps. „Witold”, ppor. Jan Pękalski ps. „Molenda” (od czerwca 1944)